# Сражение при Хановер-Кортхаус
Сражение при Хановер-Кортхаус (англ. Battle of Hanover Court House) известное так же как Сражение при Слэш-Чёч (Battle of Slash Church) произошло 27 мая 1862 года в округе Хановер, Вирджиния и было одним из сражений Кампании на полуострове в ходе американской гражданской войны.
Части V федерального корпуса генерала Портера переместились к северу, чтобы прикрыть правый фланг Потомакской армии генерала Макклелана. Портеру было необходимо ликвидировать отряд противника около Хановер-Кортхаус, который препятствовал предполагаемой переброске корпуса Макдауэлла из-под Фредериксберга к Ричмонду. Портер сумел разбить отряд генерала Брэнча, однако эта победа не дала стратегических последствий, поскольку после поражения Бэнкса в долине Шенандоа переброска корпуса Макдауэлла была отменена.